# Aschitus imeretinus
Aschitus imeretinus is een vliesvleugelig insect uit de familie Encyrtidae. De wetenschappelijke naam is voor het eerst geldig gepubliceerd in 2007 door Japoshvili.